# Chantal Janzen
Chantel Janzen (Tegelen, 15 de febrero de 1979) es una actriz, cantante y presentadora de televisión neerlandesa.

## Biografía
Janzen nació en Tegelen, localidad hoy integrada en el municipio de Venlo. Se formó en la Amsterdamse Hogeschool voor de Kunsten en Ámsterdam. Saltó a la fama como actriz de teatro musical en obras como Tarzan, Petticoat y Hij gelooft in mij, y ha actuado asimismo en varias películas neerlandesas. 
Janzen comenzó su carrera como presentadora de televisión en la emisora pública AVRO, donde fue la presentadora de la gala anual de premios Gouden Televizier-Ring Gala entre 2008 y 2010. En 2011, pasó a trabajar para la cadena privada RTL Nederland, donde ha conducido formatos como Holland's Got Talent y The Voice of Holland. 
En mayo de 2021, Janzen presentó junto a Edsilia Rombley y Jan Smit la LXV edición del Festival de la Canción de Eurovisión que se celebró en el recinto Rotterdam Ahoy de Róterdam.